# Convenzione sul benzene, 1971
La Convenzione sul benzene, 1971 è la convenzione n. 136 dell'Organizzazione internazionale del lavoro (ILO), adottata il 23 giugno 1971, a seguito della riunione del 2 giugno 1971 a Ginevra della Conferenza generale dell'Organizzazione internazionale del lavoro, nel corso della sua 56ª sessione.
Obiettivo di tale convenzione è la protezione contro i rischi di intossicazione dovuti al benzene.

## Ratifiche
A luglio 2023, la convenzione era stata ratificata da 38 Stati.